# Doug Mountjoy
Doug Mountjoy, född 8 juni 1942 i Tir-y-Berth nära Ebbw Vale i Glamorgan, Wales, död 14 februari 2021, var en walesisk snookerspelare.

## Karriär
Efter att ha vunnit amatör-VM 1976 blev Mountjoy professionell spelare vid en ålder av 34 år. Året därpå, 1977 vann han sin första stora titel då han i finalen i Masters besegrade sin landsman och 70-talets snookerdominant Ray Reardon. Mountjoy skulle egentligen inte ens ha deltagit i turneringen, men fick göra det på grund av ett sent återbud. Senare samma år (men nästa säsong) var han i final i det allra första UK Championship, som då inte var någon rankingturnering. Året därpå gick han hela vägen och vann UK Championship.
Nästa stora år för Mountjoy var 1981 då han gick till final i VM, men där förlorade mot den nya stjärnan Steve Davis, som vann den första av sina sammanlagt sex VM-titlar under 80-talet. Mountjoy utmärkte sig dock genom att göra ett 145-break i semifinalen mot Ray Reardon. Detta var det högsta breaket dittills i VM. (Rekordet slogs i VM 1983 då Cliff Thorburn gjorde ett maximumbreak.)
Under 1980-talet vann Mountjoy ytterligare några titlar, men han fick vänta ända till 1988 med att vinna sin första rankingtitel, UK Championship. Han slog där den unge lovande Stephen Hendry i finalen med 16-12. Av bara farten vann därefter Mountjoy sin andra rankingtitel månaden därpå, då han i januari 1989 vann Mercantile Credit Classic. Dessa två blev Mountjoys enda rankingtitlar under karriären.
Mountjoy höll sig kvar bland topp-16 på rankingen fram till 1993, då han drabbades av lungcancer. Han besegrade dock sjukdomen, och fortsatte spela snooker fram till 1997.

## Titlar

### Rankingtitlar
- UK Championship (1988)
- Mercantile Credit Classic (1989)

### Andra titlar
- UK Championship (1978)
- Masters (1977)
- Irish Masters (1979)
- Pontins Professional (1979, 1983)
- Pot Black (1978, 1985)
- Welsh Professional Championship (1980, 1982, 1984, 1987, 1989)
- World Cup med Wales (1979, 1980)
- Hong Kong Masters (1983)